# Odontites viscosa
Odontites viscosa är en snyltrotsväxtart. Odontites viscosa ingår i släktet rödtoppor, och familjen snyltrotsväxter.

## Underarter
Arten delas in i följande underarter:
- O. v. australis
- O. v. eriopodus
- O. v. granatensis
- O. v. lusitanicus
- O. v. viscosa